# Myeongseong de Joseon

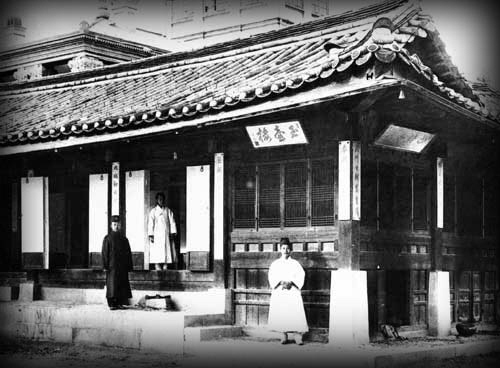
Okhoru, l'edifici on els assassins japonesos van assassinar l'emperadriu.

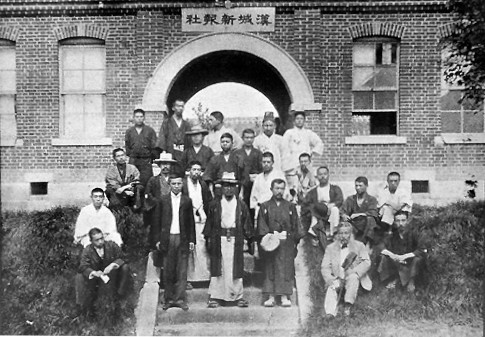
Els suposats assassins de la reina Min es van fer una fotografia davant de l'edifici del diari Hanseong de Seül.

L'emperadriu Myeongseong (명성황후, 明成皇后, 19 d'octubre de 1851 - 8 d'octubre de 1895), va ser l'última emperadriu de Corea. Pel poble coreà és una heroïna, equivalent a Joana d'Arc de França, la popularitat de la qual es troba relacionada amb les recents produccions televisives, cinematogràfiques i musicals del país.
Va ser una de les esposes de l'emperador Gojong, de la dinastia Joseon, abans d'iniciar-se l'Imperi de Corea. Durant la seva vida com emperadriu es va esforçar per mantenir, política i diplomàticament, a Corea independent de la influència estrangera.
Se li atribueix la introducció a Corea de noves tecnologies orientals, tal com el ferrocarril, el telèfon, el tramvia i l'electricitat. També va demostrar tenir una gran habilitat per gestionar els afers exteriors, quan va demanar l'ajut de Rússia i de la dinastia Qing de la Xina per tal d'evitar que els japonesos envaïssin Corea, la qual cosa era factible dins de les ambicions imperialistes del Japó.
El govern japonès la veia com un obstacle. Tanmateix, els esforços per neutralitzar-la o apartar-la del govern de Corea van fallar contínuament, a causa de la devoció que l'emperador Gojong sentia per ella, tot i les diferents missions diplomàtiques japoneses enviades a la cort reial coreana. Com a resultat, l'any 1895, l'ambaixador japonès a Corea, Miura Goro, suposadament va contractar a un grup d'assassins per assaltar el palau de Gyeongbokgung (la residència imperial) i assassinar l'emperadriu. Dos dels presumptes assassins van ser identificats com els japonesos Shigeaki Kunitomo i Kakitus Ieri. Amb el pas dels anys van anar sortint a la llum els noms d'altres persones que presumptament també van prendre part en els fets.
L'assassinat va ser presenciat per un dels guardes imperials i un arquitecte rus anomenat Sabatin, que va deixar una narració dels fets.
L'emperador Gojong, enfurit per aquest esdeveniment, li va concedir pòstumament el títol de Myeongseong (estel lluent) i la va fer enterrar a Jongmyo, el temple nacional de Corea. De totes les dones que es troben enterrades allà, Myeongseong és l'única amb el títol d'emperadriu; la resta de dones només tenen el títol de reines consorts.
L'assassinat de l'emperadriu va provocar una gran commoció a Corea i protestes per part d'altres ambaixadors estrangers a Corea. Per apaivagar les protestes, i les crítiques a escala mundial, el govern japonès va portar a judici a l'ambaixador Miura Goro i a la resta de presumptes assassins -entre ells Shigeaki Kunitomo i Kakitsu Ieri- tots van ser absoltes del càrrec d'assassinat per manca de proves.
L'11 de maig de 2005, els descendents de Kunitomo i Ieiri, van viatjar al temple de Jongmyo per retre homenatge a l'emperadriu i demanar perdó per l'assassinat que presumptament van cometre els seus avantpassats.
A l'any 2014, l'Associació d'Història Nordcoreana va expressar que el Japó hauria de demanar perdó formalment.

## Biografia
L'emperadriu Myeongseong va néixer el 19 d'octubre de 1851, en el si d'una de les famílies nobles de Corea, la família Min, la qual va obtenir grans posicions a dins de la cort així com dues reines consorts, la reina Wongyeong (consort del rei Taejong de Joseon), i la reina Inhyeon (consort del rei Sukjong de Joseon). La mort del seu pare quan ella tenia 8 anys la va deixar en mans de la seva mare i va atraure, gràcies al seu intel·lecte, l'atenció de la seva tieta Yeoheung Budaebuin, esposa del príncep regent Heungseon i mare del rei Gojong.
Per altra banda, el futur emperador Gojong, arriba al poder a l'edat de 12 anys, suportat pel seu pare Heungseon Daewongun. Aquest decideix casar al seu fill, de 14 anys, amb una noble de la família Min. La futura reina consort Myeongseong resulta ser la candidata perfecta, ja que la família de Gojong no s'hauria de preocupar de què la futura reina tingués el suport de la seva família per crear connexions amb el seu poder polític, quelcom molt comú a l'època.
El casament entre la futura reina i l'emperador va tenir lloc al març de l'any 1866. L'any 1871, la reina Myeongseong va tenir el seu primer fill, el qual va morir uns dies després. Se sospitava que Daewongun, pare de l'emperador Gojong, va matar el nen com represàlia per haver perdut el lloc de regent amb l'ascens al poder de la reina Myeongseong.
Myeongseong va resultar ser una dona forta i ambiciosa totalment contrària a totes les reines que la van precedir fins aquell moment. No era una reina que participés en moltes festes i activitats de la cort, com havia de fer una reina per esdevenir el símbol del país, es va dedicar a llegir i estudiar, una activitat reservada pels homes, superant al seu marit i intervinguen perquè Corea mantingués el seu equilibri i negociant amb els seus països veïns, Rússia, Xina i el Japó.
Al llarg del seu regnat, el seu poder i presència en els assumptes polítics i de la cort es va fer més fort fins que va esclatar la guerra sino-japonesa i el colonialisme va arribar a l'Àsia Oriental, provocant posteriorment la mort de l'emperadriu.

## Clan Min
L'emperadriu va néixer a Yeojugun, filla del clan Min, un antic clan molt poderós que va mantenir alts càrrecs a dins de la cort dels Joseon i que havia perdut poder en el moment del naixement de Myeongseong, mantenint-se al marge de la reialesa. Amb la mort dels seus pares, el poder del clan es va veure encara més debilitat, motivant així al príncep regent Daewongun a escollir-la com a esposa pel seu fill. Ella pertanyia a un llinatge noble però a la vegada no tenia prou parents propers que tinguessin ambicions polítiques futures per controlar la cort reial, així doncs, Myeongseong es va casar amb 16 anys amb el rei Gojong, de 15 anys, l'any 1866.

## Emperadriu
Myeongseong no va complir amb les expectatives dels que esperaven que fos una donzella de l'alta societat, assistint als esdeveniments socials, mantenint amistats amb altres dones nobles i marcant tendències, doncs va resultar que no tenia cap interès en aquell paper, i es va dedicar a formar-se en tots els àmbits possibles història, ciència, cultura, religió... Amb el pas dels anys, el seu sogre, ja la veia com una nosa en els assumptes polítics. Fins i tot va arribar a acusar-la de tenir problemes de salut i ser incapaç de tenir un hereu sa, pel que va demanar a una concubina que donés a llum a l'hereu en comptes de la reina, amb el propòsit d'ocupar el seu legítim lloc. Myeongseong va obtenir el suport d'oficials i pensadors per fer front al seu sogre i aconseguir que Daewongun abdiqués com a regent i Gojong obtingués tot el poder.

## Pensament i ideologia
Durant el període de regnat de Myeongsong, hi va haver un gran flux d'ideologies, tecnologia i sobretot noves cultures i religions. Es va introduir l'any 1884, amb l'arribada d'Horace Newton Allen, el cristianisme i amb el suport de la reina van arribar més missioners cristians, amb el propòsit d'expandir les seves creences. Tot i l'arrelament d'aquesta religió durant la dinastia Joseon, Myeongseong mai es va declarar cristiana, si no que va ser una devota budista amb influències del xamanisme i del confucianisme. Tot ella era un model de tolerància cap a la resta de cultures i religions.

## Context històric
L'any 1894 esclata la guerra sino-japonesa pel control de la península de Corea, i la derrota de la Xina rendeix el país davant el colonialisme i el comerç amb Occident, igual que Corea. L'any 1895, els japonesos decideixen annexionar la península de Liaodong (pertanyent a la Xina) segons el Tractat de Shimonoseki, la qual cosa no interessava ni a França, ni a Alemanya, ni a Rússia donat que suposava una barrera pel seu pla d'expansió comercial i de domini colonial. Myeongseong i, per tant, Corea, va donar suport a Rússia fent front a l'Imperi Japonès.

## Assassinat
A l'octubre de 1895, deu assassins juntament amb Miura Goro, general de l'armada imperial japonesa, i sota les seves ordres, van entrar al palau imperial de Gyeongbokgung i es van dirigir cap al pavelló Okho-ru, és a dir, les habitacions de l'emperadriu. Després d'assassinar 3 dames de companyia, la violen i l'apunyalen fins a la mort, després van portar el seu cos al bosc i el van incinerar. Miura Goro havia estat nomenat aquell any com a enviat especial i plenipotenciari a Corea, el que li va servir per apropar-se a la cort i a l'emperadriu. El projecte es va poder portar a terme gràcies a l'ajut del Hullyeondae, el regiment de l'exèrcit coreà entrenat per l'exèrcit japonès, els quals van obrir les portes del palau als assassins. En aquell moment, la península de Corea va iniciar els seus 40 anys de dominació japonesa.
Es creu que el motiu principal de l'assassinat va ser la visió negativa de l'emperadriu sobre la relació entre Corea i el Japó. Els japonesos es van presentar davant l'emperador demanant-li que Corea esdevingués el seu estat tributari, però l'emperador creia que Corea es trobava al mateix nivell que el Japó i va rebutjar la proposta. Poc després, els japonesos van enviar vaixells de guerra a Corea amb la intenció d'obligar a l'emperador a acceptar la seva proposta. Van triomfar en el segon intent, però l'emperadriu no hi estava d'acord i va començar a relacionar-se cada cop més amb Rússia i a fer tractes amb ells, fent que els japonesos volguessin acabar amb ella i el poder que exercia sobre les relacions de Corea. L'emperadriu, a diferència d'altres dones de la cort, era coneguda per la seva afició als estudis i això va fer que tingués més poder en els afers exteriors.

## Després de l'assassinat
El govern japonès va negar la seva participació en l'assassinat, i tot i que tenia drets extraterritorials a Choson, es va veure obligat a portar a terme un judici a causa de la pressió internacional. Miura Goro i els seus còmplices van ser convocats a judici, però tot i els testimonis de les persones que van presenciar l'assassinat, no van ser condemnats per "falta de proves".
A l'any 1896, Gojong i el seu hereu es van refugiar a l'Ambaixada de Rússia a Seül, tornant un any més tard per declarar-se Emperador de Corea, amb el suport de Rússia. Llavors, va fer cercar les restes de la reina i sebollir-les de forma adequada, les seves restes van ser enterrades al temple Jongmyo de Seül.
L'assassinat de la reina va provocar un augment del sentiment antijaponès a Corea, fent igualment augmentar la tensió entre Rússia i el Japó. La victòria del Japó sobre Rússia a la guerra Ruso-Japonesa (1904 - 05) va obligar, segons el Tractat de Portsmouth de 1905, a aquesta a reconèixer es interessos del Japó sobre Corea. L'any 1910, Corea va ser annexionada pel Japó posant li a la dinastia Joseon i iniciant, a partir de llavors i fins al final de la Segona Guerra Mundial, els seus 40 anys de dominació japonesa.